# Shades of...
Shades of... è il primo album in studio della band funeral doom metal Shape of Despair, pubblicato nel 2000.

## Tracce
1. ...In the Mist – 13:41
2. Woundheir – 10:43
3. Shadowed Dreams – 11:11
4. Down into the Stream – 8:19
5. Sylvan-Night – 12:59